# Kumzar
Kumzar (en árabe: كُمْزَار‎, romanizado: Kumzār)  es un pueblo situado en el extremo septentrional de Omán, junto al estrecho de Ormuz, y pertenece a la provincia o valiato de Khasab, en la Gobernación de Musandam.
El pueblo está aislado y solo se puede acceder a él en barco.
Kumzar ha estado habitado desde hace aproximadamente 500 años, aunque los registros exactos son difíciles. Los primeros mapas portugueses de la zona destacan un asentamiento en la zona.
La ubicación aislada de la aldea ha albergado un lenguaje particular, el idioma kumzari, que es la única lengua nativa de Irán en la península árábiga. La cultura es distinta de la de otros asentamientos en la zona y la religión es el islam.
La pesca es la principal fuente de ingresos, el atún y las sardinas. La mayoría de las familias tienen dos casas, una en Kumzar y la segunda en Khasab. El calor extremo en el verano hace a Kumzar casi inhabitable y de mayo a septiembre la mayoría de la gente deja Kumzar para permanecer en Khasab.

## Toponimia
Nombres alternativos: Kumzar, Kumzār, kmzar.
El nombre del Kumzar aparece registrado en los documentos y mapas elaborados entre 1950 y 1960 por el arabista británico, cartógrafo, militar y diplomático Julian F. Walker, con motivo de los trabajos realizados para el establecimiento de las fronteras entre los entonces denominados Estados de la Tregua, completados más tarde, por el Ministerio de Defensa del Reino Unido, con mapas a escala 1:100 000 publicados a partir de 1967, y en otros documentos anteriores custodiados en los Archivos Nacionales del Reino Unido.

## Población
Toda el área próxima a Kumzar, estuvo poblada por la tribu seminómada Shihuh, especialmente por la sección tribal Bani Shatair, como ya relata el diplomático e historiador británico John Gordon Lorimer a principios del siglo XX, en su conocida obra Gacetera del Golfo Pérsico, Omán y Arabia Central.